# Anita Drögemöller und die Ruhe an der Ruhr
Anita Drögemöller und die Ruhe an der Ruhr ist ein deutscher Kriminalfilm aus dem Jahre 1976 mit Monique van de Ven in der Titelrolle. Regie führte Alfred Vohrer.

## Handlung
Die ebenso blonde wie verführerische und schöne Anita Drögemöller arbeitet als Edelprostituierte in der Stadt. Ihr Kundenstamm: die männliche Hautevolee von der Ruhr. Eines Tages entdeckt sie einen Zuhälter in ihrem Bad – mit gebrochenem Genick. War es ein Unfall, im Alkoholrausch ertrunken? Oder vielleicht doch Mord? Welche Rolle spielen der konkurrierende Bordellbesitzer, welche der eifersüchtige Stammkunde Anitas? Viele Fragen erhalten schon deshalb einige Brisanz, weil der Vizepräsident der Vereinigten Staaten in Bonn weilt und sich auf einen Seitensprung bei der schönen Anita angesagt hat. Es wird ein äußerst heikler Auftrag für Hauptkommissar Langensiepen. Denn er muss dafür Sorge tragen, dass die prominentesten Freier der Stadt nicht bloßgestellt werden, während er versucht, das finstere Milieu aus Prostitution, Erpressung und Mord zu durchleuchten. Doch mächtige Gegner scheinen ihm Steine in den Weg legen zu wollen.
In einer Rückblende werden die Lebensstationen Anitas aufgezeigt. Bevor sie Callgirl wurde und ins 'Milieu' abrutschte, hatte sie erste lesbische Erfahrungen gesammelt und musste in ein Erziehungsheim gehen, wo man sie vergewaltigte. Schließlich landete sie auf dem Strich und jobbte eine Zeitlang als Kellnerin in der Kneipe 'Alte Wache'. Ihre Karriere erhielt schließlich beträchtlichen Auftrieb, als die Essenerin zur gefragtesten Edelprostituierten der Region aufstieg. Bald geriet sie in einen Sog aus Korruption, Spionage und Erpressung – den Toten in der Wanne nicht zu vergessen – und es ist aus mit der Ruhe an der Ruhr.

## Produktionsnotizen
Die 25-tägigen Dreharbeiten fanden zwischen dem 12. April und dem 15. Mai 1976 statt. Die Uraufführung erfolgte am 9. September 1976 in Essen. Drehorte waren München, Essen, Duisburg, Gernsbach und Baden-Baden.
Anita Drögemöller und die Ruhe an der Ruhr basiert auf dem gleichnamigen, 1975 in Zürich erschienenen Roman von Jürgen Lodemann, der auch am Drehbuch mitarbeitete.
Der Film war die vorletzte Kinoinszenierung Alfred Vohrers. Die Bauten entwarf Utz Elsässer, die Kostüme Ina Stein. Fritz Baader assistierte dem Chefkameramann Ernst W. Kalinke.

## Kritik
Das Lexikon des Internationalen Films urteilte: „Ein Krimi aus dem Ruhrgebiet, zwar milieu- und jargonecht, aber realitätsfern, klischeehaft, pseudokritisch, nur stellenweise spannend.“

## Einzelnachweis
1. ↑  Klaus Brüne (Red.): Lexikon des Internationalen Films Band 1, S. 152. Reinbek bei Hamburg 1987.